# Niamiha (stacja metra)
Niamiha (biał. Няміга; ros. Немига, Niemiga) – stacja mińskiego metra położona na linii Autazawodskiej. Położona jest pod ulicą Niamiha, pochodzącej od rzeki Niamiha.
Otwarta została w dniu 31 grudnia 1990 roku. 30 maja 1999 roku w tunelu podziemnym prowadzącym do stacji doszło do stratowania 53 osób, co zostało upamiętnione pomnikiem przed wejściem do stacji.